# Кен Реггет
Кеннет Реггет (англ. Kenneth Wregget; 25 березня 1964, м. Брендон, Канада) — канадський хокеїст, воротар.    
Виступав за «Летбридж Бронкос» (ЗХЛ), «Торонто Мейпл-Ліфс», «Сент-Кетерінс Сейнтс» (АХЛ), «Філадельфія Флайєрс», «Піттсбург Пінгвінс», «Калгарі Флеймс», «Детройт Ред-Вінгс», «Манітоба Мус» (ІХЛ).
В чемпіонатах НХЛ — 575 матчів, у турнірах Кубка Стенлі — 56 матчів.
У складі національної збірної Канади учасник чемпіонату світу 1990 (1 матч).
Досягнення
- Володар Кубка Стенлі (1992)

Нагороди
- Трофей Дела Вілсона (1984)